# Christine Mboma
Christine Mboma (Divundu, 22 de mayo de 2003) es una deportista namibia que compite en atletismo, especialista en las carreras de velocidad. Participó en los Juegos Olímpicos de Tokio 2020, obteniendo la medalla de plata en la prueba de 200 m.

## Trayectoria
Empezó a participar en competiciones internacionales en 2019. En 2020 ganó dos títulos en el Campeonato de Namibia, en 800 m y 1500 m, y al año siguiente sumó otros tres títulos nacionales, en 400 m, 800 m y 4 × 100 m.
En el Campeonato Mundial Sub-20 de 2021 obtuvo el primer lugar en los 200 m y el segundo en el relevo 4 × 100 m. Ese mismo año consiguió la victoria en la reunión de la Liga de Diamante realizada en Bruselas, ganando además la final de la Liga en la carrera disputada en Zúrich.
Ganó una medalla de plata en los Juegos Olímpicos de Tokio 2020, al quedar segunda en la final de los 200 m con un tiempo de 21,81 s, por detrás de la jamaicana Elaine Thompson-Herah.
Padece de hiperandrogenismo, y de acuerdo con la normativa impuesta por World Athletics no puede competir en carreras entre las distancias de 400 m y una milla.

## Palmarés internacional
| Juegos Olímpicos | Juegos Olímpicos | Juegos Olímpicos | Juegos Olímpicos |
| Año              | Lugar            | Medalla          | Prueba           |
| ---------------- | ---------------- | ---------------- | ---------------- |
| 2020             | Tokio (Japón)    | Medalla de plata | 200 m            |